# Mas el Joncar
el Joncar és un mas a mig camí dels nuclis de Sant Martí d'Ogassa i Ogassa (al Ripollès). Hi ha poques dades del mas en l'antiguitat, però les seves pedres són força eloqüents i ens parlen del seu important passat. Segurament l'antic camí de Surroca a Ogassa passava arran del mas, abans de construir l'actual pista que passa per sota. Les antigues portes del casal, avui mig soterrades, s'obren vers aquest antic camí.
El Joncar està format per un conjunt d'edificacions annexes i afegides d'arquitectura tradicional, segons l'estil de l'època de la construcció. El cos més antic de l'edifici està cobert a la planta baixa per voltes i la resta de les plantes amb cabirons de fusta i guix, amb coberta de teula àrab. Les obertures de la façana vers el migdia són petites, excepte a la planta noble on es poden veure grans finestrals molt modificats, alguns d'aquests elements reflecteixen la seva època de construcció a l'edat mitjana. Els antics accessos al mas han estat suprimits o modificats, si bé es poden identificar a través de la lectura arquitectònica de l'edifici igual que es detecten les diferents fases de construcció o ampliació, l'última feta fa pocs anys com a cobert de bestiar.